# Sahara Olteniei
Sahara Olteniei este o zonă de aproximativ 800 km² (sau 6% din județul Dolj), ce se întinde de la orașul Calafat până la Dăbuleni, afectată foarte puternic de deșertificare, fiind aproape un deșert. Cauza principală a deșertificării este defrișarea perdelelor de păduri, ce opreau întinderea deșertului. Dacă în 1970 pădurile acopereau 12% din suprafața județului, în prezent ocupă doar 7%.
Dăbuleni este singurul loc din Europa unde există un muzeu al deșertului.